# Championnat de Suisse de football de troisième division 2013-2014
Navigation
1re Ligue Promotion 2012-2013 Promotion League 2014-2015
La saison 2013-2014 de 1re Ligue Promotion constitue le troisième niveau de la hiérarchie du football en Suisse, derrière la Super League, et la Challenge League. Le championnat oppose en matches aller-retour 16 clubs dont deux promus de 1re Ligue Classic, le FC Le Mont-sur-Lausanne et le FC Köniz, et un relégué de Challenge League, l'AC Bellinzone. Le championnat débute le 3 août 2013 et prend fin le 31 mai 2014.
L'AC Bellinzone, qui a été relégué de Challenge League la saison précédente après ne pas avoir obtenu une licence à cause d'irrégularités financières, fait faillite et retire son équipe du championnat. Ce dernier se déroule donc avec seulement 15 équipes.

## Clubs
| \| Bâle II Old Boys YF Juventus Köniz Sion II Saint-Gall II Carouge Nyon Breitenrain Zurich II Tuggen Brühl SG Delémont Bellinzone Le Mont LS Kriens \| Localisation des clubs engagés dans le championnat. |
| Bâle II Old Boys YF Juventus Köniz Sion II Saint-Gall II Carouge Nyon Breitenrain Zurich II Tuggen Brühl SG Delémont Bellinzone Le Mont LS Kriens                                                           |

| Club                    | Canton     | Stade                        | Capacité | Résultat lors de la saison 2012-2013 |
| ----------------------- | ---------- | ---------------------------- | -------- | ------------------------------------ |
| AC Bellinzone           | Tessin     | Stadio Comunale              | 8 800    | 10e en Challenge League (relégué)    |
| FC Bâle II              | Bâle-Ville | Stadion Rankhof              | 7 000    | 2e                                   |
| SC YF Juventus          | Zurich     | Utogrund                     | 2 850    | 3e                                   |
| FC Sion II              | Valais     | Stade de Tourbillon          | 20 200   | 4e                                   |
| FC Tuggen               | Schwytz    | Linthstrasse                 | 4 250    | 5e                                   |
| FC Zurich II            | Zurich     | Sportplatz Heerenschürli     | 1 120    | 6e                                   |
| Sport Club Kriens       | Lucerne    | Stadion Kleinfeld            | 5 500    | 7e                                   |
| SR Delémont             | Jura       | La Blancherie                | 5 200    | 8e                                   |
| BSC Old Boys            | Bâle-Ville | Stadion Schützenmatte        | 8 000    | 9e                                   |
| Stade nyonnais FC       | Vaud       | Stade Colovray               | 7 200    | 10e                                  |
| FC Breitenrain          | Berne      | Spitalacker                  | 1 450    | 11e                                  |
| SC Brühl Saint-Gall     | Saint-Gall | Paul-Grüninger-Stadion       | 4 200    | 12e                                  |
| FC St. Gallen II        | Saint-Gall | Espenmoos                    | 5 700    | 13e                                  |
| Étoile Carouge FC       | Genève     | Stade de la Fontenette       | 10 200   | 14e                                  |
| FC Le Mont-sur-Lausanne | Vaud       | Esplanade du Châtaignier     |          | Promu de 1re Ligue Classic           |
| FC Köniz                | Berne      | Sportplatz Liebefeld-Hessgut | 2 000    | Promu de 1re Ligue Classic           |

## Classement
| Rang | Équipe              | Pts | J  | G  | N  | P  | Bp | Bc | Diff |
| ---- | ------------------- | --- | -- | -- | -- | -- | -- | -- | ---- |
| 1    | FC Le Mont LS P     | 53  | 28 | 16 | 5  | 7  | 49 | 36 | +13  |
| 2    | SC YF Juventus      | 49  | 28 | 15 | 4  | 9  | 54 | 33 | +21  |
| 3    | Étoile Carouge FC   | 49  | 28 | 15 | 4  | 9  | 71 | 54 | +17  |
| 4    | FC Köniz P          | 49  | 28 | 13 | 10 | 5  | 48 | 31 | +17  |
| 5    | FC Tuggen           | 46  | 28 | 14 | 4  | 10 | 63 | 52 | +11  |
| 6    | SR Delémont         | 41  | 28 | 12 | 5  | 11 | 40 | 43 | -3   |
| 7    | FC Zurich II        | 40  | 28 | 11 | 7  | 10 | 38 | 39 | -1   |
| 8    | FC Bâle II          | 37  | 28 | 10 | 8  | 12 | 40 | 43 | -3   |
| 9    | FC Sion II          | 37  | 28 | 11 | 4  | 13 | 45 | 52 | -7   |
| 10   | SC Brühl Saint-Gall | 36  | 28 | 10 | 6  | 12 | 35 | 45 | -10  |
| 11   | Stade nyonnais FC   | 35  | 28 | 10 | 5  | 13 | 36 | 18 | +18  |
| 12   | FC Breitenrain      | 34  | 28 | 9  | 7  | 12 | 41 | 40 | +1   |
| 13   | BSC Old Boys        | 30  | 28 | 9  | 3  | 16 | 50 | 55 | -5   |
| 14   | FC Saint-Gall II    | 25  | 28 | 5  | 10 | 13 | 28 | 43 | -15  |
| 15   | Sport Club Kriens   | 25  | 28 | 6  | 7  | 15 | 38 | 62 | -24  |
| 16   | AC Bellinzone R 1   | 0   | 0  | 0  | 0  | 0  | 0  | 0  | 0    |

Légende des couleurs
- 1er : Promu en Challenge League 2014-2015
- 15e et 16e : Relégation en 1re Ligue

Abréviations
- R : Relégué de Challenge League 2012-2013
- P : Promu de 1re Ligue

1 L'AC Bellinzone a fait faillite et a retiré son équipe avant le début du championnat.